# McCormick (Dél-Karolina)
McCormick település az Amerikai Egyesült Államok Dél-Karolina államában, McCormick megyében, melynek megyeszékhelye is. Lakosainak száma 2232 fő (2020. április 1.).

## Népesség
A település népességének változása:

| 2010 | 2 783 |
| 2020 | 2 232 |